# Canton de Choisy-le-Roi
Le canton de Choisy-le-Roi est une circonscription électorale française située dans le département du Val-de-Marne et la région Île-de-France.

## Histoire

### Période 1893-1904
Canton d'Ivry
| Période | Période | Identité                         | Étiquette | Qualité                                         |
| ------- | ------- | -------------------------------- | --------- | ----------------------------------------------- |
| 1893    | 1904    | Pierre Louis Lévêque (1839-1925) | Rad.      | Horticulteur Maire d'Ivry-sur-Seine (1879-1888) |

### Période 1904-1925
1ère circonscription du Canton d'Ivry
| Période | Période | Identité                       | Étiquette | Qualité |
| ------- | ------- | ------------------------------ | --------- | --- |
| 1904    | 1908    | Jean Martin                    | SFIO      | Apprêteur sur étoffes puis comptable Député (1924-1926) Président du Conseil général (1919-1925) Premier adjoint au maire de Vitry-sur-Seine |
| 1908    | 1912    | Alexandre Félix Albéric Chéron | Soc.ind.  | Ancien maire de Choisy-le-Roi (1900-1901) |
| 1912    | 1925    | Jean Martin                    | SFIO      | Apprêteur sur étoffes puis comptable Député (1924-1926) Président du Conseil général (1919-1925) Premier adjoint au maire de Vitry-sur-Seine |

### Période 1925-1945
2ème circonscription du Canton d'Ivry
| Période | Période | Identité                       | Étiquette | Qualité |
| ------- | ------- | ------------------------------ | --------- | --- |
| 1925    | 1934    | Ernest Charbonnier (1879-1945) | SFIC      | Employé de chemin de fer Maire adjoint de Vitry-sur-Seine |
| 1934    | 1940    | Gaston Cornavin                | SFIC      | Ouvrier Député du Cher (1924 → 1928 et 1936 → 1940) Déchu de son mandat le 23 février 1940 par le Gouvernement Daladier                                                             |
| 1941    | 1943    | Georges Migneau (1896-1943)    |           | Directeur commercial Maire de Choisy-le-Roi (1936 → 1943) Vice-président du conseil départemental de la Seine (1943 → 1943) Nommé par le Gouvernement de Vichy - Décédé en fonction |
| 1943    | 1944    | Joseph Loireau (1897-1974)     |           | Médecin Maire de Choisy-le-Roi (1943 → 1944) Nommé par le Gouvernement de Vichy |
| 1945    | 1945    | Alfred Lebidon, (1876-1965)    | PCF       | Ouvrier du livre (clicheur) Maire de Choisy-le-Roi (1945 → 1947) Nommé par décret du 12 mars 1945                                                                                   |

### Période 1945-1953
Secteur de Sceaux-Ouest.

Alfred Lebidon, maire PCF de Choisy-le-Roi était l'un des 13 élus du secteur.

### Période 1953-1959
Premier secteur de la Seine.

Fernand Dupuy, instituteur puis permanent politique, futur maire PCF de Choisy-le-Roi était l'un des 11 élus du secteur.

### Période 1959-1967
46ème secteur de la Seine.

| Période                        | Période | Identité      | Étiquette | Qualité                                                                                           |
| ------------------------------ | ------- | ------------- | --------- | ------------------------------------------------------------------------------------------------- |
| 1959 46e secteur Choisy-le-Roi | 1967    | Fernand Dupuy | PCF       | Ancien instituteur puis permanent politique Maire de Choisy-le-Roi (1959-1979) Député (1962-1978) |

Le canton de Choisy-le-Roi, qui n'était composé que de la commune de Choisy-le-Roi, a été créé lors de la mise en place du département du Val-de-Marne par le décret du 20 juillet 1967.
Un nouveau découpage territorial du Val-de-Marne entré en vigueur à l'occasion des premières élections départementales suivant le décret du 17 février 2014. Les conseillers départementaux sont, à compter de ces élections, élus au scrutin majoritaire binominal mixte. Les électeurs de chaque canton élisent au Conseil départemental, nouvelle appellation du Conseil général, deux membres de sexe différent, qui se présentent en binôme de candidats. Les conseillers départementaux sont élus pour 6 ans au scrutin binominal majoritaire à deux tours, l'accès au second tour nécessitant 12,5 % des inscrits au 1er tour. En outre, la totalité des conseillers départementaux est renouvelée. Ce nouveau mode de scrutin nécessite un redécoupage des cantons dont le nombre est divisé par deux avec arrondi à l'unité impaire supérieure si ce nombre n'est pas entier impair, assorti de conditions de seuils minimaux. Dans le Val-de-Marne le nombre de cantons passe ainsi de 49 à 25.
Dans ce cadre, le canton de Choisy-le-Roi est conservé et s'agrandit en intégrant une fraction de Villeneuve-Saint-Georges.

## Représentation

### Représentation avant 2015
| Période | Période | Identité         | Étiquette | Qualité |
| ------- | ------- | ---------------- | --------- | --- |
| 1967    | 2004    | Hélène Luc       | PCF       | Ancienne ouvrière dans l'industrie textile Epouse de Louis Luc, maire de Choisy-le-Roi de 1979 à 1996 Sénatrice (1977-2007) Conseillère régionale (1976-1977)                             |
| 2004    | 2011    | Daniel Davisse   | PCF       | Instituteur puis permanent Ancien chef de cabinet de Charles Fiterman Maire de Choisy-le-Roi (1996 → 2014) Vice-Président du Conseil Général Président de la CA Seine-Amont (2013 → 2014) |
| 2011    | 2015    | Didier Guillaume | PCF       | Responsable de formation à Emmaüs France Adjoint au maire de Choisy-le-Roi |

### Représentation depuis 2015
| Période élective | Période élective | Mandat | Mandat   | Identité         | Nuance | Nuance | Qualité |
| ---------------- | ---------------- | ------ | -------- | ---------------- | ------ | ------ | --- |
| 2015             | 2021             | 2015   | 2021     | Nathalie Dinner  |        | DVG    | 3ème vice-présidente du Conseil départemental Présidente de l'OPH de Villeneuve-Saint-Georges Ancienne adjointe au maire de Villeneuve-Saint-Georges Ancienne conseillère générale du Canton de Villeneuve-Saint-Georges (2011 → 2015), membre de LFI |
| 2015             | 2021             | 2015   | 2021     | Didier Guillaume |        | PCF    | 8ème vice-président du Conseil départemental Ancien maire de Choisy-le-Roi (2014 → 2020) |
| 2021             | 2028             | 2021   | en cours | Kristell Niasme  |        | LR     | Entrepreneure, maire de Villeneuve-Saint-Georges |
| 2021             | 2028             | 2021   | en cours | Tonino Panetta   |        | LR     | Chef d'entreprise, maire de Choisy-le-Roi, 13e vice-président chargé de l’insertion professionnelle, de la formation, du développement de l’économie sociale et solidaire et du revenu de solidarité active                                           |

### Résultats détaillés

#### Élections de mars 2015
À l'issue du 1er tour des élections départementales de 2015, deux binômes sont en ballottage : Nathalie Dinner et Didier Guillaume (FG, 28,29 %) et Lucie Dos Santos et Dominique Joly (FN, 23,3 %). Le taux de participation est de 44,92 % (12 093 votants sur 26 923 inscrits) contre 44,44 % au niveau départemental et 50,17 % au niveau national.
Au second tour, Nathalie Dinner et Didier Guillaume (FG) sont élus avec 63,15 % des suffrages exprimés et un taux de participation de 45,52 % (7 043 voix pour 12 256 votants et 26 923 inscrits).
Nathalie Dinner est membre de La France insoumise.

#### Élections de juin 2021
Le premier tour des élections départementales de 2021 est marqué par un très faible taux de participation (33,26 % au niveau national). Dans le canton de Choisy-le-Roi, ce taux de participation est de 25,61 % (7 315 votants sur 28 564 inscrits) contre 29,98 % au niveau départemental. À l'issue de ce premier tour, deux binômes sont en ballottage : Kristell Niasme et Tonino Panetta (LR, 39,45 %) et Robin Albert et Katiana René (PCF, 38,27 %),.
Le second tour des élections est marqué une nouvelle fois par une abstention massive équivalente au premier tour. Les taux de participation sont de 34,36 % au niveau national, 32,99 % dans le département et 29,46 % dans le canton de Choisy-le-Roi. Kristell Niasme et Tonino Panetta (LR) sont élus avec 55,94 % des suffrages exprimés (4 517 voix pour 8 419 votants et 28 579 inscrits),,, faisant ainsi basculer à droite le canton.
Un recours formé par Amandine Mackako, candidate malheureuse de LREM, qui alléguait « une fraude importante » compromettant la sincérité du scrutin, est rejeté en mars 2022 par le tribunal administratif de Melun, confirmant ainis la régularité de l'élection de Kristell Niasme et Tonino Panetta

## Composition

### Composition de 1967 à 2015
Le canton comptait une commune.
| Nom                       | Code Insee | Codepostal | Superficie (km2) | Population (dernière pop. légale) | Densité (hab./km2) |
| ------------------------- | ---------- | ---------- | ---------------- | --------------------------------- | ------------------ |
| Choisy-le-Roi (chef-lieu) | 94022      | 94600      | 5,43             | 41 507 (2012)                     | 7 644              |

### Composition depuis 2015
| Nom                                   | Code Insee | Intercommunalité         | Superficie (km2) | Population (dernière pop. légale)                | Densité (hab./km2) | Modifier                                    |
| ------------------------------------- | ---------- | ------------------------ | ---------------- | ------------------------------------------------ | ------------------ | ------------------------------------------- |
| Choisy-le-Roi (bureau centralisateur) | 94022      | Métropole du Grand Paris | 5,43             | 46 122 (2022)                                    | 8 494              | modifier les données · modifier les données |
| Villeneuve-Saint-Georges              | 94078      | Métropole du Grand Paris | 8,75             | Fraction : 22 861 (2022) Commune : 36 170 (2022) | 4 134              | modifier les données · modifier les données |
| Canton de Choisy-le-Roi               | 9406       |                          |                  | 68 983 (2022)                                    |                    | modifier les données                        |

Le canton est désormais constitué par :
1. la commune de Choisy-le-Roi,
2. la partie de la commune de Villeneuve-Saint-Georges située à l'ouest d'une ligne définie par l'axe des voies et limites suivantes : depuis la limite territoriale de la commune de Valenton, avenue Winston-Churchill, rue de Paris, rue Bernard-Palissy, avenue Anatole-France, rue Ferrer-et-Siegfried, avenue de Valenton, jusqu'à la limite territoriale de la commune de Valenton.

## Démographie

### Démographie avant 2015
| 1968   | 1975   | 1982   | 1990   | 1999   | 2006   | 2011   | 2012   |
| ------ | ------ | ------ | ------ | ------ | ------ | ------ | ------ |
| 41 440 | 38 705 | 35 476 | 34 068 | 34 336 | 36 198 | 41 355 | 41 507 |

### Démographie depuis 2015
En 2022, le canton comptait 68 983 habitants, en évolution de +6,73 % par rapport à 2016 (Val-de-Marne : +3 %, France hors Mayotte : +2,11 %).
| 2013   | 2018   | 2022   |
| ------ | ------ | ------ |
| 62 789 | 67 537 | 68 983 |